# Renault
Renault SA là một hãng xe lâu đời của Pháp với bề dày hơn 120 năm lịch sử. Liên minh với Nissan và Mitsubishi đã giúp đưa hãng trở thành tập đoàn sản xuất xe hơi lớn nhất thế giới năm 2017 với 10,7 triệu xe bán ra trên toàn cầu, nhiều hơn á quân là Volkswagen và tiếp đến là Toyota.  Trụ sở chính của Renault đặt tại Boulogne-Billancourt. Carlos Ghosn hiện là Giám đốc điều hành của Renault. Công ty này được biết đến với nhiều mẫu thiết kế và công nghệ mang tính cách mạng đặc biệt là công nghệ động cơ xe đua F1.
Hiện nay, Renault đã có mặt tại 118 quốc gia với 4 thương hiệu: Alpine, Dacia,  Renault và Renault Samsung Motors. Năm 1999, Renault sở hữu 43% cổ phần của hãng xe Nhật Nissan và trở thành hãng xe lớn thứ 4 thế giới. Năm 2011, Renault đã bán được tổng cộng 2.7 triệu xe trên toàn thế giới trong đó 43% lượng bán là ngoài châu Âu. 5 thị trường lớn nhất của Renault là: Pháp, Brasil, Đức, Nga & Thổ Nhĩ Kỳ. 100% các nhà máy của Renault đều đạt tiêu chuẩn ISO 14001.
Renault còn rất nổi tiếng bởi thành tích lẫy lừng của hãng trong lĩnh vực đua xe công thức 1 (Formula 1 hay viết tắt là F1). Tính đến nay, hãng này đã 10 lần vô địch với tư cách nhà sản xuất, 9 lần vô địch với tư cách tay đua. Renault cũng là nhà cung cấp động cơ cho giải F1. Năm 2012, Renault có 4 đội đua là Red Bull Racing Renault, Lotus Team F1, Williams Team F1 và Caterham Team F1. Trước đó, vào các năm 2010 và 2011, đội Red Bull đã giành được vị trí quán quân toàn đội cũng như tay đua.
Chính phủ Pháp hiện đang nắm giữ 15% cổ phần của Renault.

## Lịch sử phát triển

### 1898-1918
Louis Renault và anh em của mình thành lập công ty vào năm 1898. Họ nhanh chóng xác lập tên tuổi trong giới đua xe và đạt được một loạt chiến thắng với chiếc xe đua Voiturettes của mình. Các nhà máy của Renault đã áp dụng kỹ thuật sản xuất hàng loạt vào năm 1905 và chủ nghĩa Taylor vào năm 1913. Trong suốt chiến tranh thế giới thứ nhất, các loại xe của công ty như xe tải, xe cáng thương, xe cứu thương và ngay cả những chiếc xe tăng Renault FT-17 nổi tiếng cũng đã góp phần quyết định vào thắng lợi cuối cùng.

### 1919-1945
Renault đã hiện đại hóa cơ sở của mình, bắt đầu lên dây chuyền sản xuất đầu tiên tại Billancourt vào năm 1929. Công ty đã cố gắng kiểm soát chi phí để vượt qua khủng hoảng kinh tế. Tuy nhiên, tình hình xã hội đã trở nên xấu đi. Louis cho rằng chiến tranh thế giới thứ hai và cuộc xung đột với Đức là một sai lầm, và ông đã giúp cung cấp cho nhu cầu của quân đội Đức. Kết quả là, sau khi Đức thua trận, Renault đã bị quốc hữu hóa vào năm 1945, trở thành Régie Nationale des UsinesRenault (RNUR).

### 1945-1975
Renault, lúc đó đã là một công ty quốc gia, thực hiện hiện đại hóa các nhà máy của nó, cũng như xây dựng và mua địa điểm sản xuất mới. Renault đã cố gắng để chinh phục thị trường Mỹ nhưng không thành, nhưng Renault vẫn tiếp tục mở rộng ra thị trường quốc tế. Thành công đến với mẫu xe 4CV là "loại xe nhỏ dành cho tất cả mọi người" đầu tiên, theo sau là Renault 4 và Renault 5... Công ty sau đó cho ra mắt mẫu xe hạng sang, Renault 16, là mẫu "voiture à vivre" đầu tiên (nghĩa là "xe cho cuộc sống "). Đồng thời, công ty tiếp tục đạt được kết quả ấn tượng trong các cuộc đua xe lớn.

### 1975-1992
Công ty tiếp tục phát triển cho tới những năm đầu thập niên 1980. Renault thực hiện đổi mới các sản phẩm với sự ra mắt của hai mẫu xe hạng sang: Renault 25 và Espace. Thương hiệu Renault đã ghi dấu ấn trong hoạt động thể thao ô tô và gia nhập cuộc đua Công thức 1. Tuy nhiên, từ đó công ty bị thiếu hụt nhiều. Bằng cách bắt đầu một chính sách quyết liệt cắt giảm chi phí và tái tập trung vào các kỹ năng cốt lõi của nó, Renault đã trở lại trong màu đen trong năm 1987.

### 1992-2005
Renault được coi là sáp nhập với Volvo, nhưng dự án đã bị hủy bỏ vào năm 1993. Việc tư nhân hóa vào tháng 7 năm 1996 đánh dấu một mốc quan trọng trong lịch sử của công ty. Lợi dụng quyền tự do của mình, Renault đã mua cổ phần của Nissan vào năm 1999. Công ty tiếp tục thực hiện đổi mới các dòng xe với các mẫu bao gồm Megane và Laguna. Thành công trong các cuộc đua Công thức 1 đã góp phần nâng tầm thương hiệu Renault. Liên minh Renault-Nissan đã hợp nhất tổ chức của nó và tiếp tục phát triển các hiệp lực mới. Với việc mua lại Samsung Motors và Dacia, Renault đã tăng tốc việc mở rộng ra quốc tế của mình. Sự ra đời của Logan là một phần quan trọng của chiến lược để giành chiến thắng tại các thị trường mới nổi.

### Từ năm 2005
Carlos Ghosn, Chủ tịch của Nissan người kế tục Louis Schweitzer cho vị trí đứng đầu Renault. Ông thực hiện Kế hoạch Cam kết Renault năm 2009, với mục tiêu hướng Tập đoàn vào vị trí là nhà sản xuất ô tô có lợi nhuận cao nhất châu Âu. Kể từ đó, Logan đã đạt được rất nhiều thành công tại các thị trường mới nổi.Trong năm 2008, Renault theo đuổi cuộc tấn công về sản phẩm của mình với sự ra mắt của mẫu xe New Mégane và tung ra nhiều sáng kiến liên quan đến xe điện, hợp tác với Better Place và điện tiện ích EDF và trình bày một nguyên mẫu pin nhiên liệu Scénic và ZE Concept.

## Xe ý tưởng (Concept car)

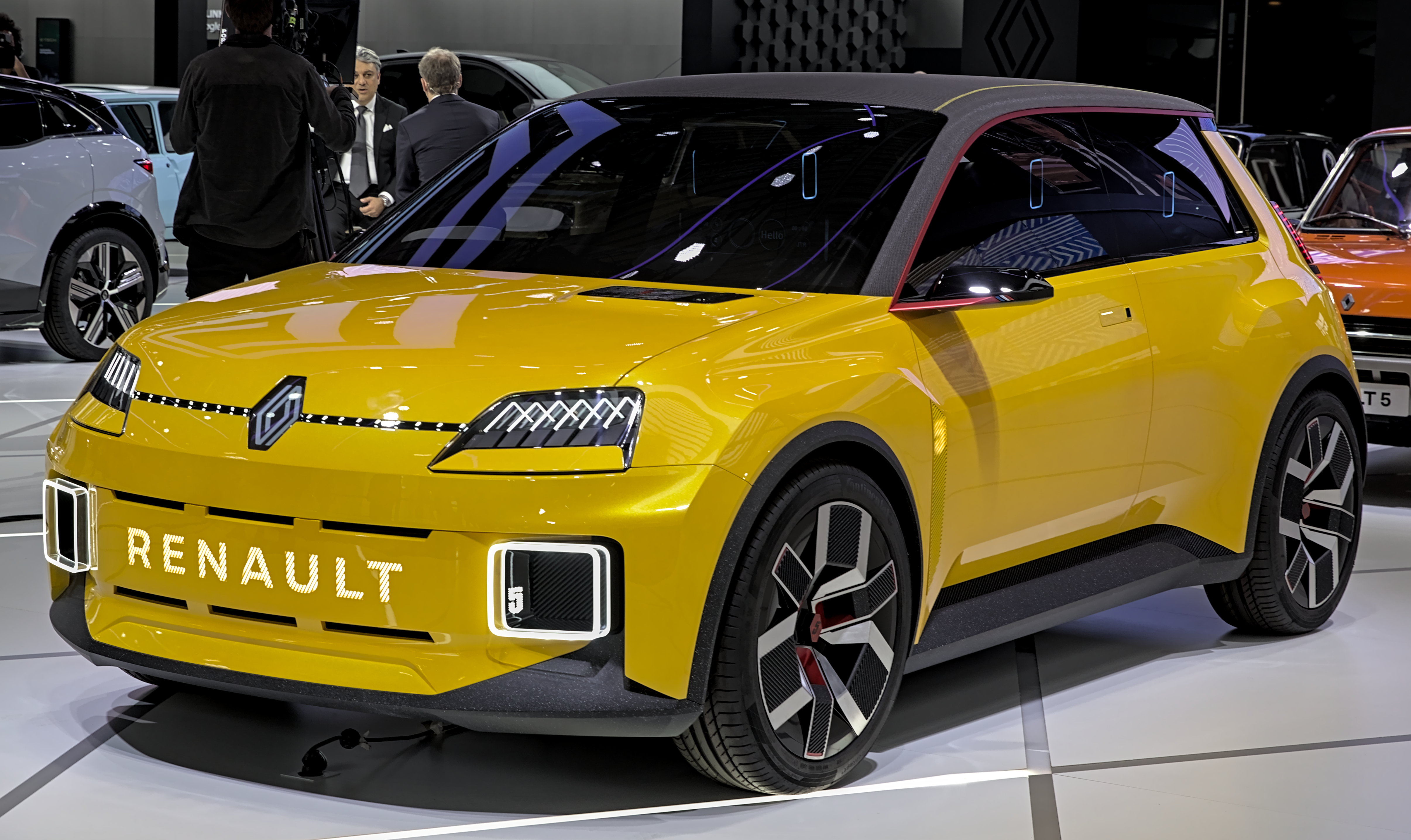
Renault 5 Prototype (2021)
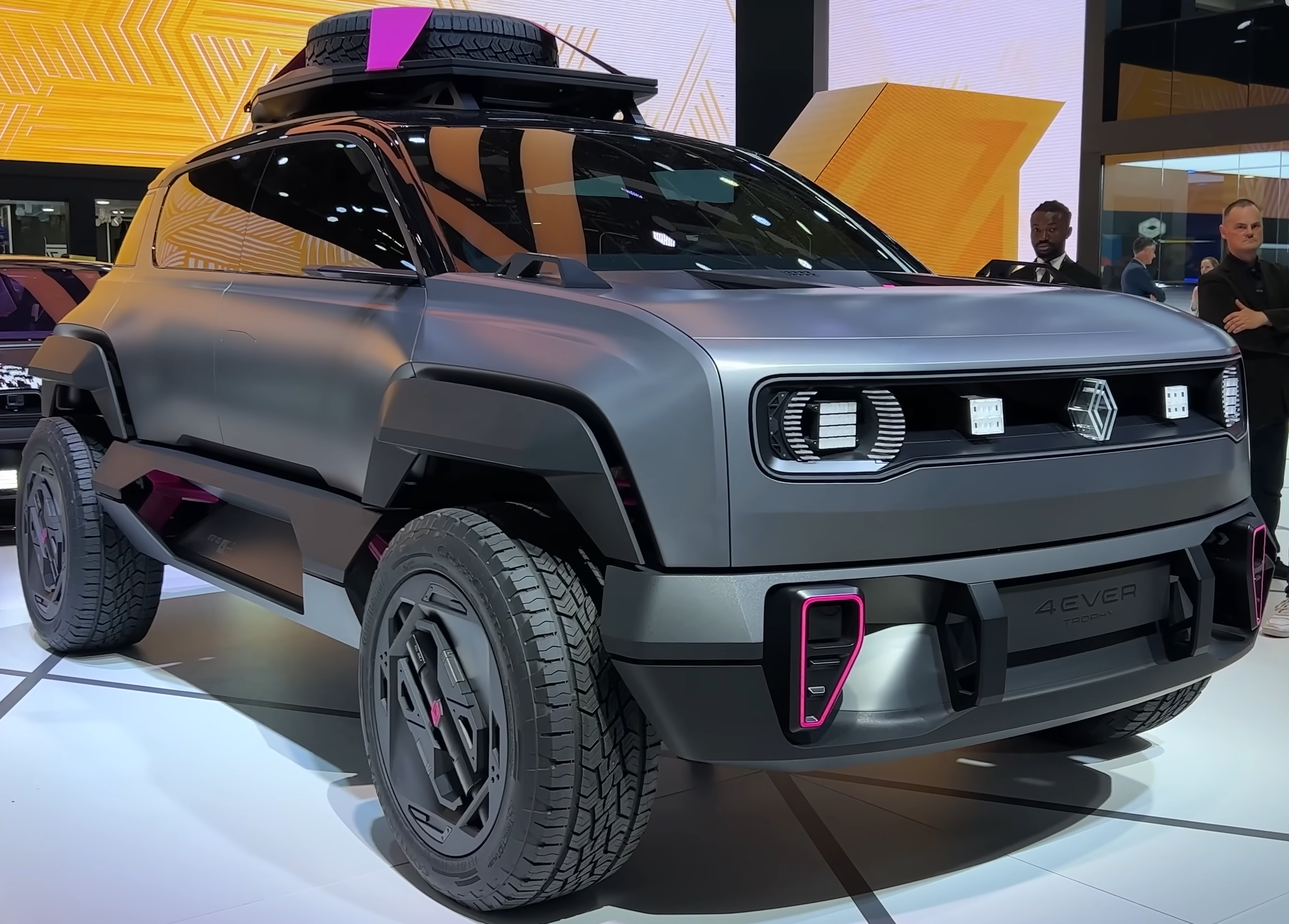
4ever Trophy (2022)
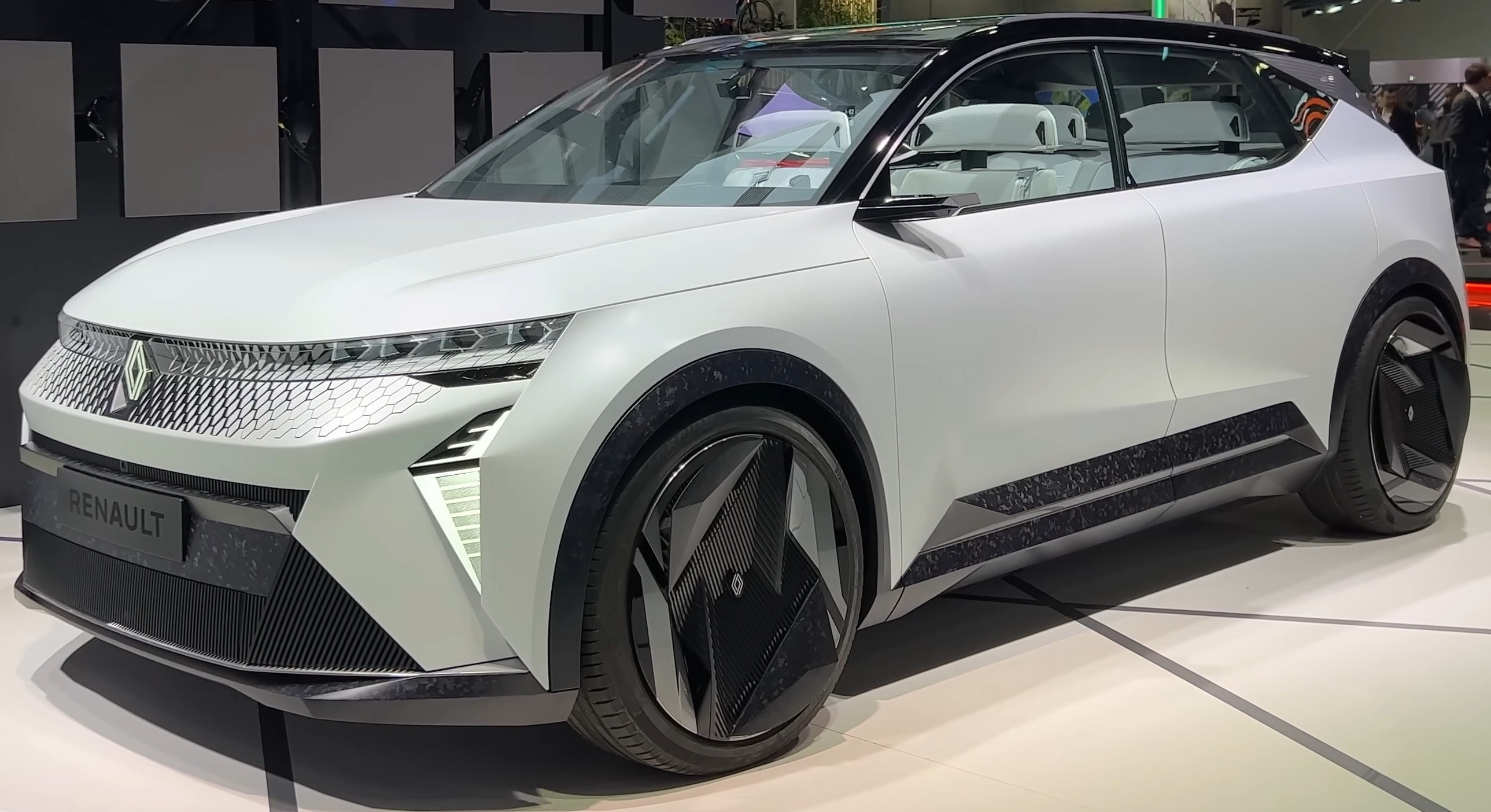
Scénic Vision (2022)
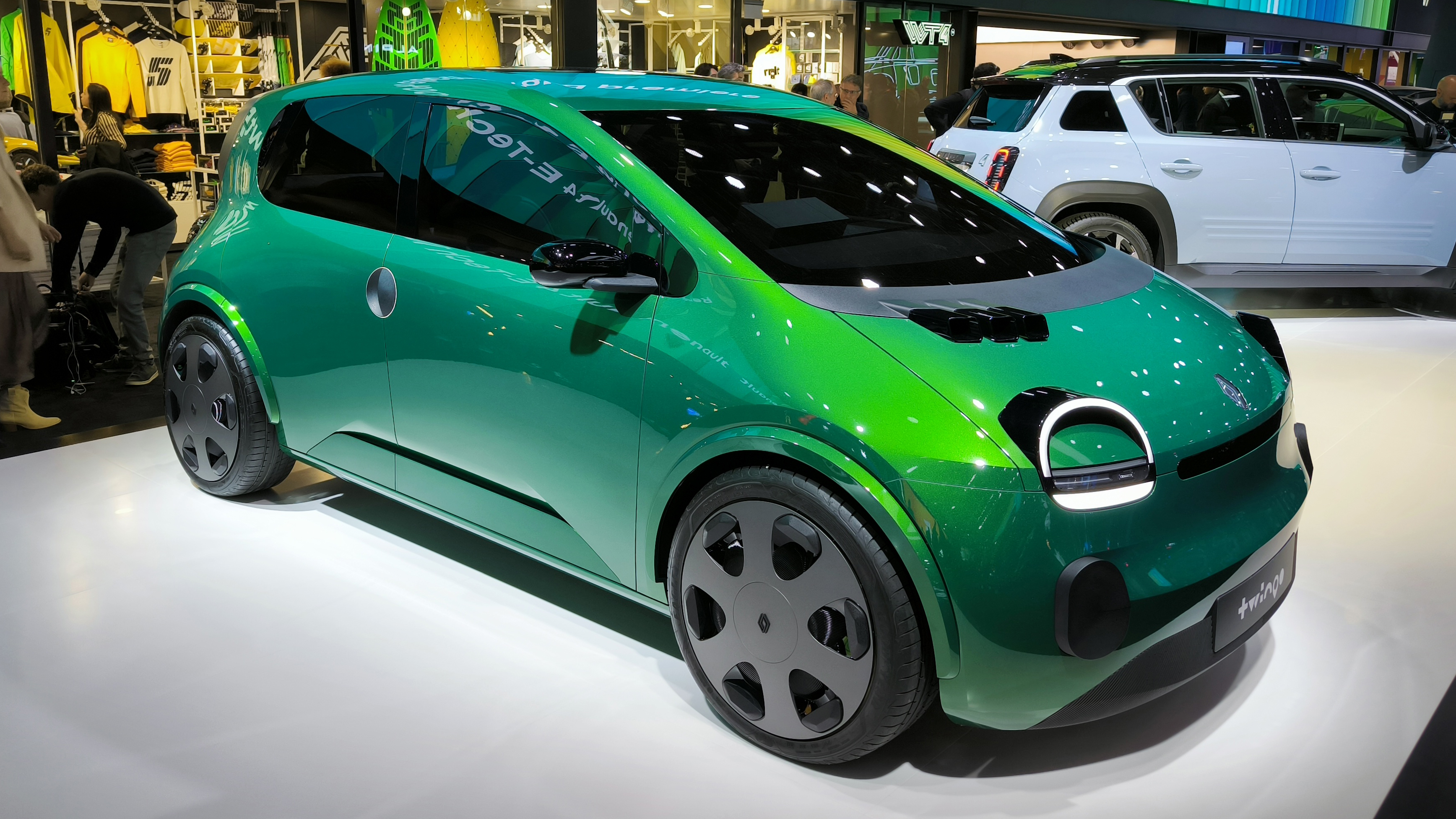
Twingo Legend (2023)
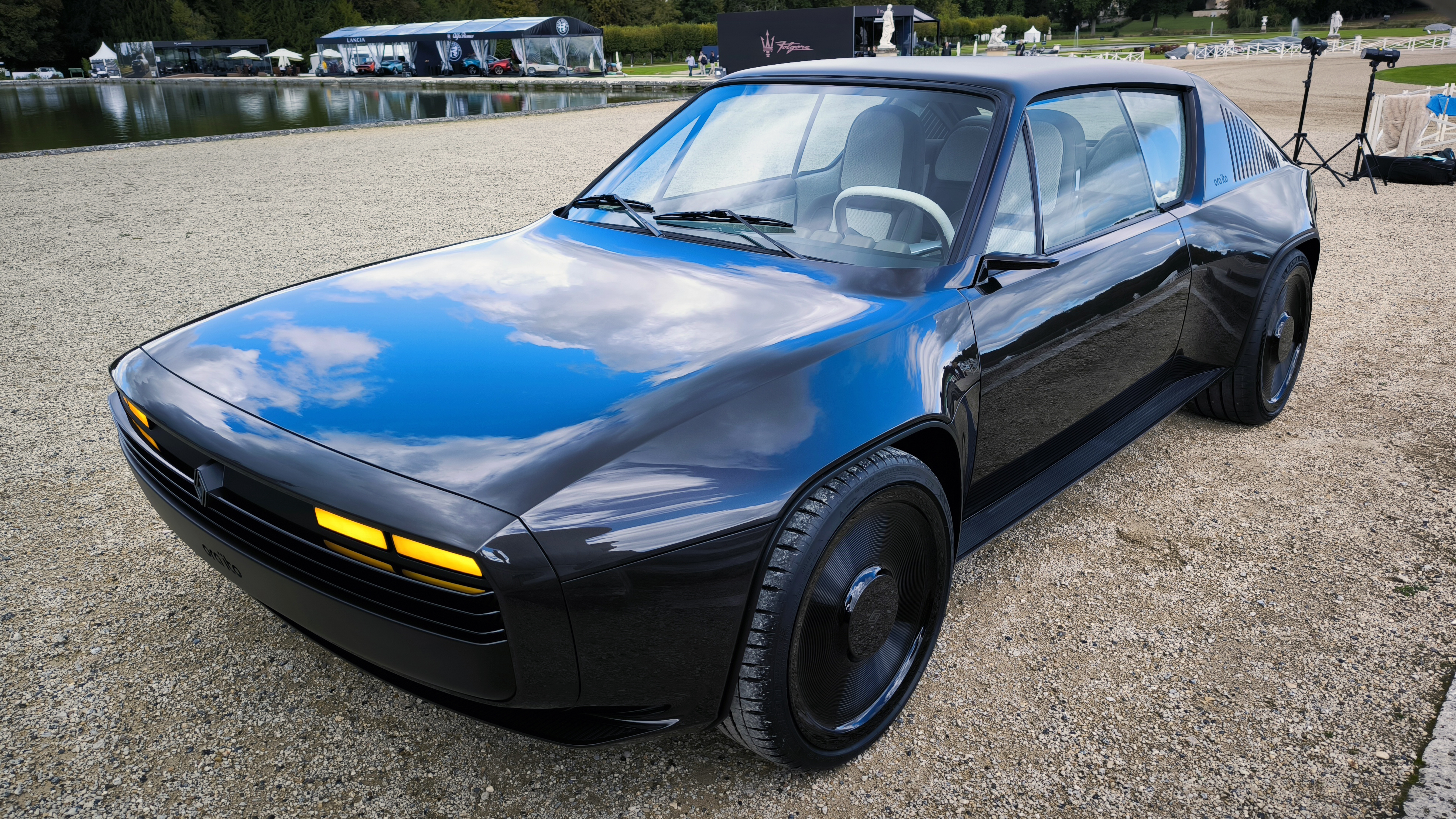
R17 Electric Restomod X ORA ÏTO (2024)
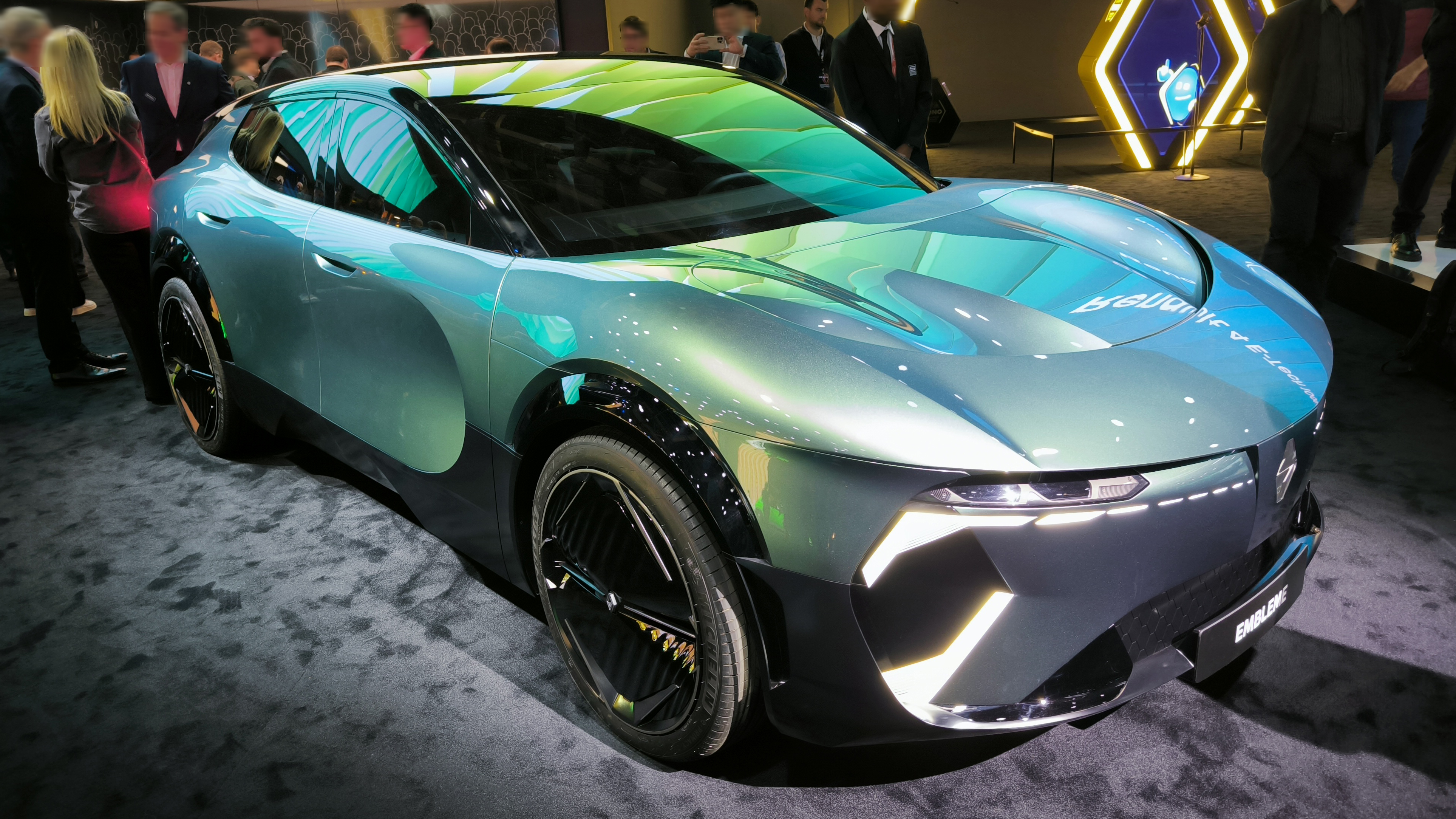
Emblème (2024)

## Hãng sản xuất thân thiện với môi trường (Eco²)
Năm 2007, Renault giới thiệu mẫu dây chuyền sản xuất thân thiện với môi trường và đó cũng là nền tảng để hãng hướng đến sau này. Có tối thiểu 5% nhựa tái chế được sử dụng và đến cuối vòng đời của xe thì 95% còn lại đều có thể tái sử dụng được. Chất thải CO2 của hãng không bao giờ vượt quá 140g/km2. Năm 2008, Renault đã được vinh danh với Giải thưởng Môi trường

## Sự hợp tác, liên minh với các hãng khác

### Liên minh Renault-Nissan
Liên minh Renault- Nissan được hình thành vào ngày 27/03/1999 và là liên minh đầu tiên giữa 2 công ty của Pháp và Nhật với nền văn hoá cũng như bản sắc thương hiệu hoàn toàn khác nhau. Trong liên minh này, Renault sở hữu 36.8% cổ phần của Nissan (tương đương 3.5 tỉ USD) trong khi đó cổ phần của Nissan tại Renault là 15% (nhưng không có quyền biểu quyết). Năm 2008, Renault- Nissan đã bán được tổng cộng 6.9 triệu xe (bao gồm cả AutoVAZ), đưa liên minh này trở thành tập đoàn ô tô lớn thứ 3 thế giới
Vào tháng 3 năm 2010, liên minh khánh thành nhà máy đầu tiên tại Chennai, Ấn Độ với cống đầu tư gần 1.000 tỉ USD.

### Liên minh Renault- Nissan và tập đoàn Daimler
Vào ngày 7/04/2010, hai vị chủ tịch của Renault- Nissan là Carlos Ghosn và tập đoàn Daimler AG là Diêtr Zetsche đã công bố về sự hợp tác giữa 3 công ty. Theo đó, Daimler sở hữu 3.1% cổ phần trong liên minh Renault- Nissan còn Renault và Nissan mỗi công ty sẽ sở hữu 1.55% cổ phần của Daimler

### Sự hợp tác với Dacia
Renault đã sở hữu 99.43% cổ phần của nhà máy sản xuất ô tô Dacia của Rumani

### Renault Samsung Motors
Ngày 01/09/2000 đánh dấu cột mốc chính thức Renault sở hữu thương hiệu ô tô Samsung với tổng vốn là 560 triệu USD tương đương 70% cổ phần (hiện nay mức cổ phần được nâng lên 80.1%)

### AvtoVAZ
Tháng 2/2008, Renault nắm giữ 25% cổ phần trong AutoVAZ (vốn nổi tiếng với mẫu xe Lada)

### RCI Banque
Hãng này cung cấp toàn bộ các giải pháp tài chính cho cả ba thương hiệu của tập đoàn Renault.

### Renault India Private Limited (RIPL)
Đây là một nhánh hoạt động của Renault tại Ấn Độ. Nhà máy này đã sản xuất 2 mẫu xe là Fluence và Koleos.

## Đua xe công thức 1
Vào cuối thể kỉ 17 đầu 18, Renault đã bắt đầu thâm nhập vào lĩnh vực đua xe thể thao Công thức 1 (Formula One hay còn viết tắt là F1) và sau đó chính thức tham gia vào đầu thế kỷ 20. Đội đua Renault đã giành được chiến thắng đầu tiên trong giải thi đấu tại Mĩ năm 1978. 
Năm 2012, Renault có 4 đội đua là Red Bull Racing Renault, Lotus Team F1, Williams Team F1 và Caterham Team F1. Trước đó, vào các năm 2010 và 2011, đội Red Bull đã giành được vị trí quán quân toàn đội cũng như tay đua.
Không chỉ biết đến với các đội đua danh tiếng, Renault còn được cả thế giới ngưỡng mộ bởi sự thành công trong việc chế tạo động cơ cung cấp cho F1. Tính đến nay, Renault đã 10 lần vô địch với tư cách nhà sản xuất và 9 lần vô địch với tư cách tay đua.

## Các giải thưởng đã đạt được
Renault đã nhiều lần giành được giải thưởng European Car of the Year (Mẫu xe trong năm của thị trường châu Âu) trong đó Clio là mẫu xe duy nhất cho đến nay đã 2 lần giành được danh hiệu cao quý này.
Chi tiết các mẫu xe đạt được giải thưởng qua từng năm như sau:
- 1966: Renault 16
- 1982: Renault 9
- 1991: Renault Clio I
- 1997: Renault Scénic I
- 2003: Renault Mégane II
- 2006: Renault Clio III
- 2024: Renault Scenic E-Tech

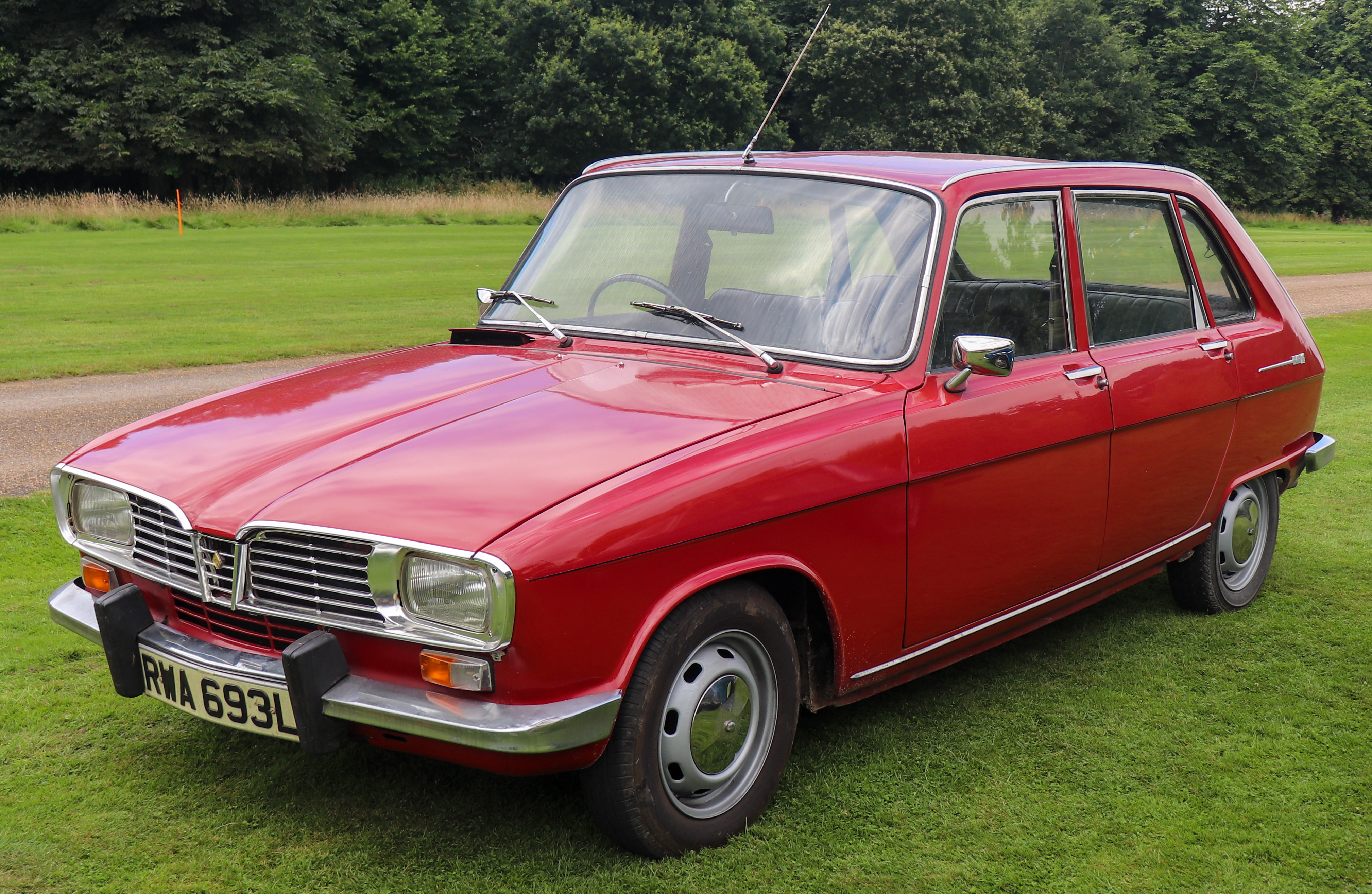
Renault 16
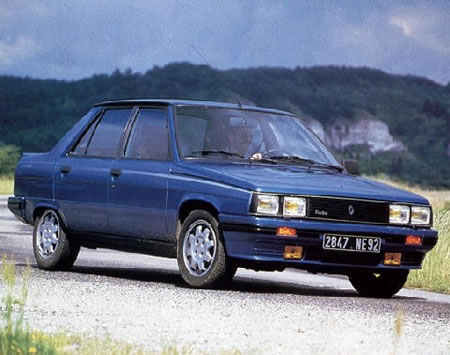
Renault 9
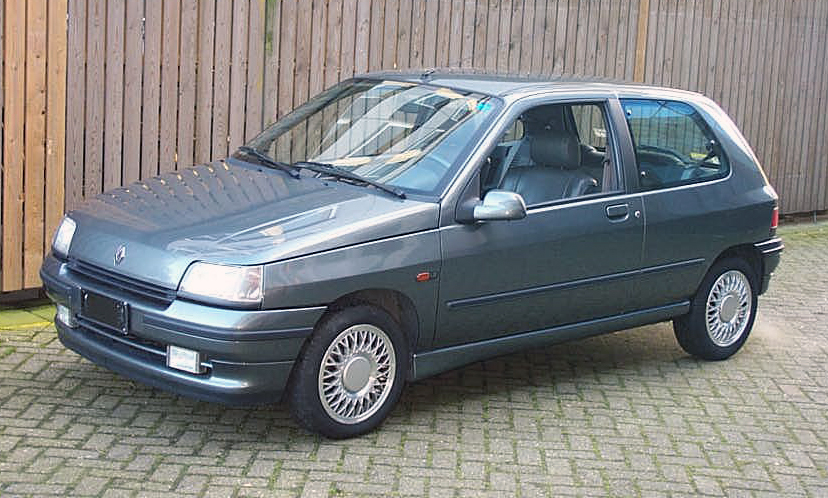
Renault Clio I
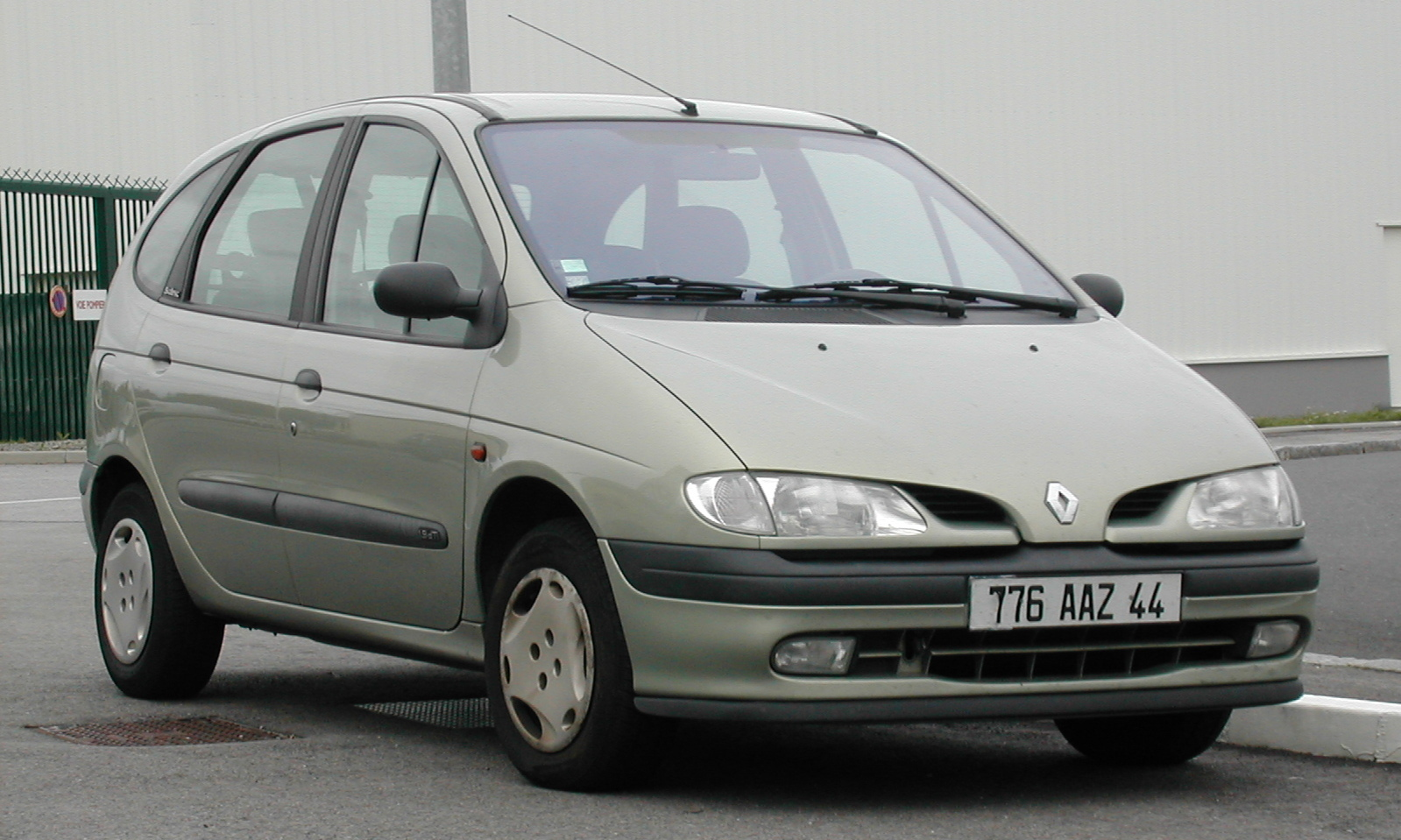
Renault Scénic I
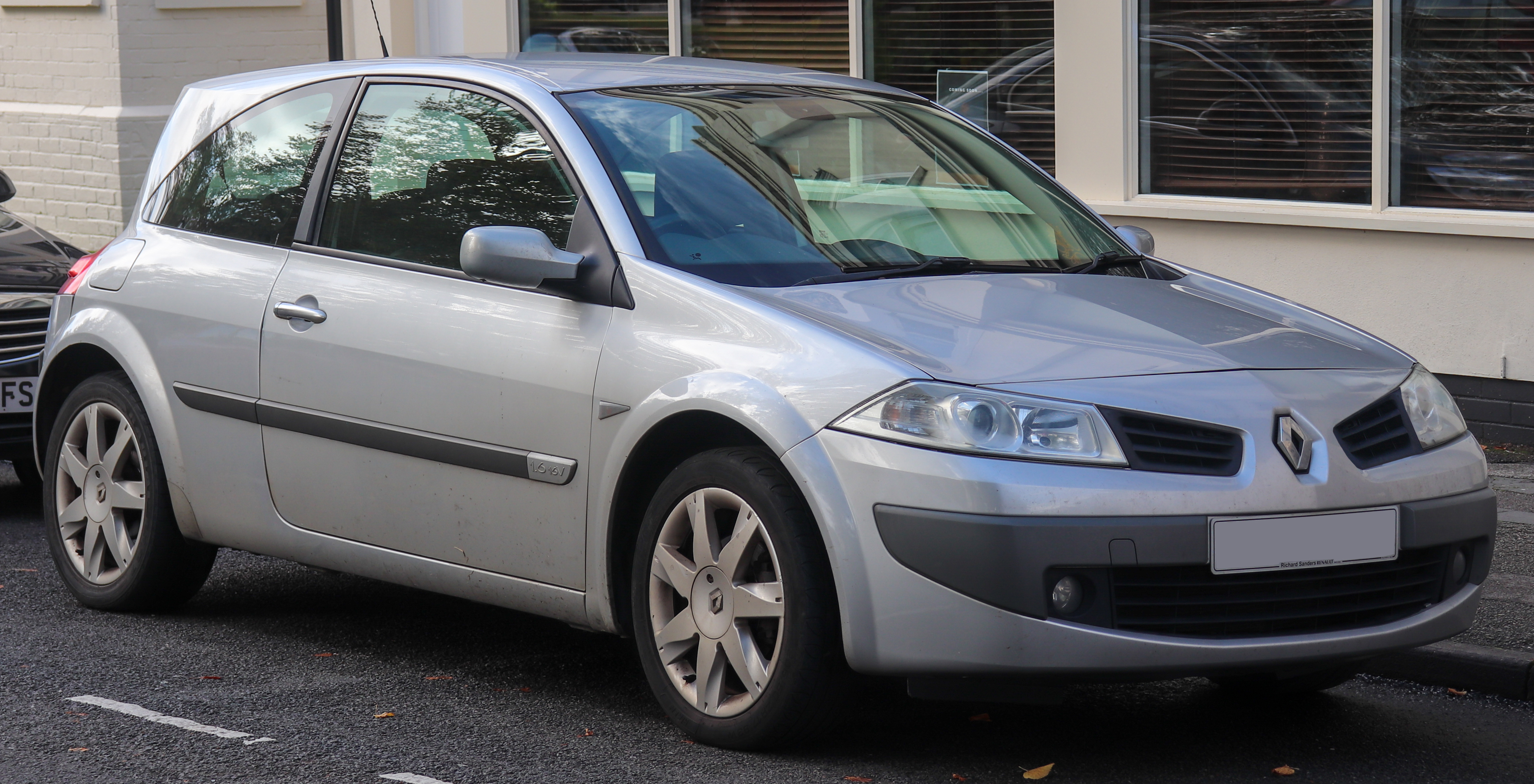
Renault Mégane II
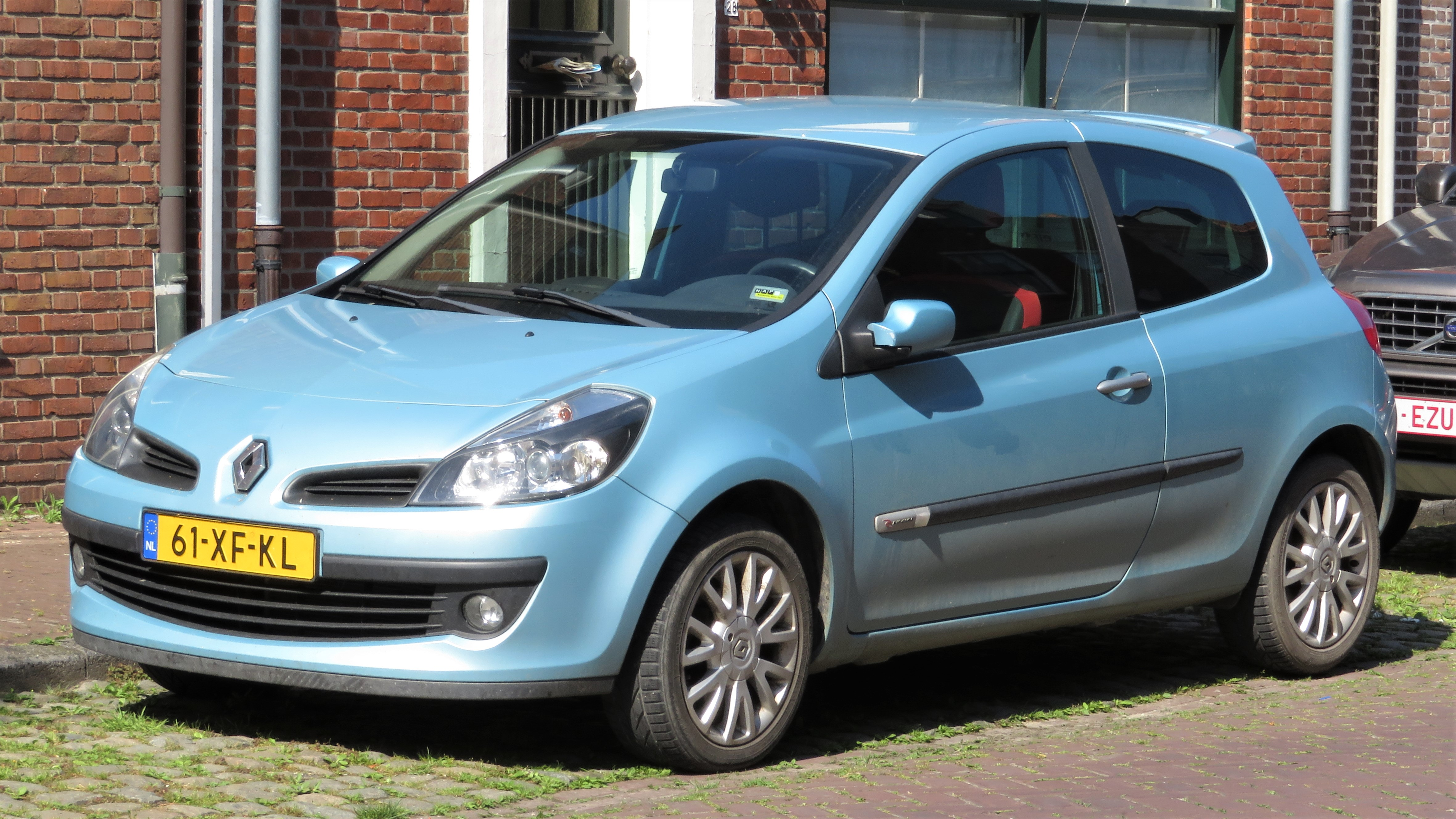
Renault Clio III
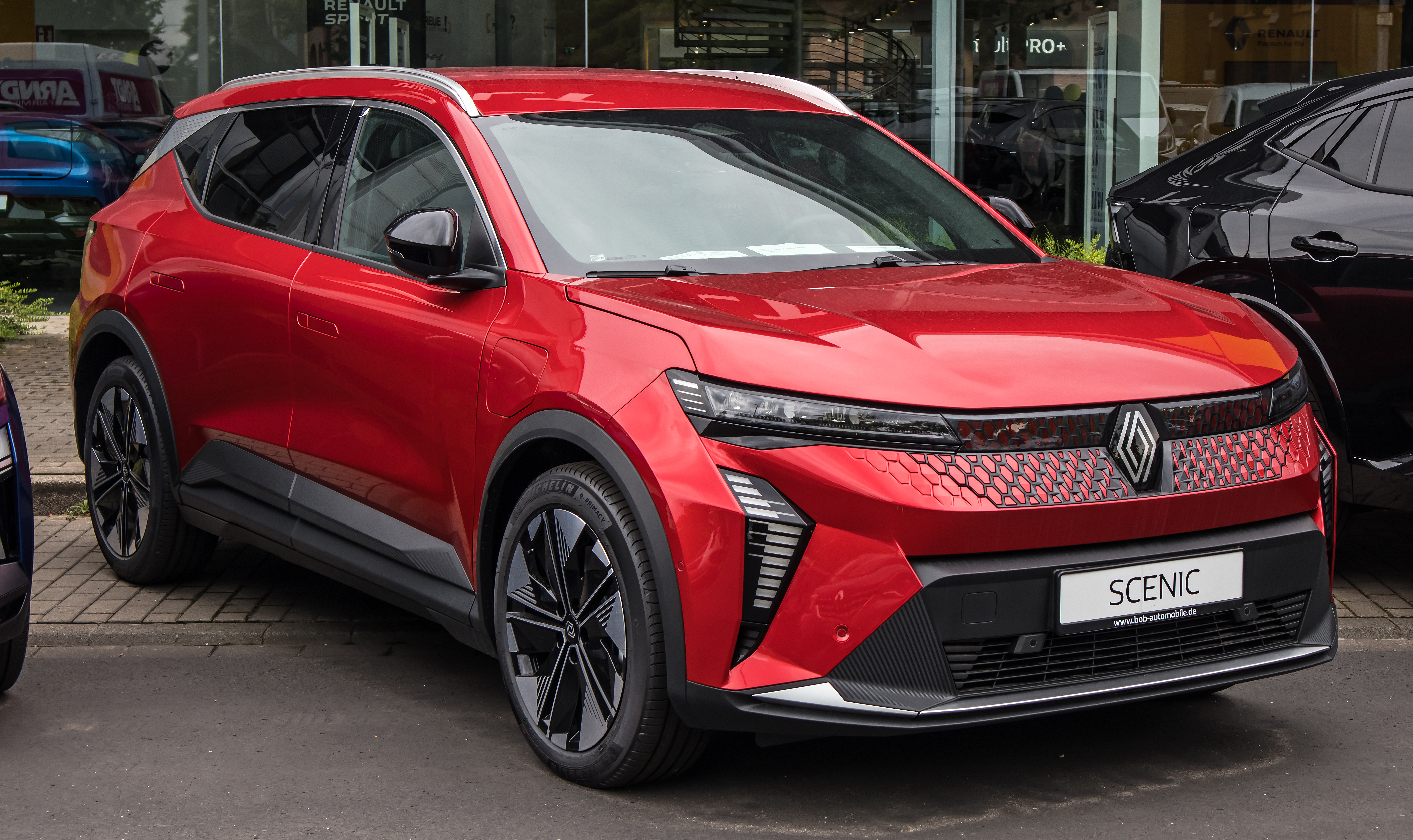
Renault Scenic E-Tech

## Chiến lược Tập đoàn
Vào ngày 10 tháng 2 năm 2011, Carlos Ghosn, Chủ tịch kiêm Giám đốc điều hành của Renault, đã giới thiệu chiến lược mới của Tập đoàn. Renault 2016 – Drive the Change được thành lập dựa trên tham vọng của Renault đem đến sự vận chuyển bền vững có thể đến được cho tất cả mọi người, được thể hiện trong slogan "Drive the Change".
Kế hoạch chiến lược này kéo dài trong khoảng thời gian sáu năm với một đánh giá giữa kỳ vào cuối năm 2013.
Kế hoạch Renault 2016 – Drive the Change đã được thiết lập để đạt 2 mục tiêu chính sau:
•	 Đảm bảo sự tăng trưởng của Tập đoàn
•	Tạo ra dòng tiền trên cơ sở lâu dài, với mục tiêu cho giai đoạn 2011-2013: doanh số bán hàng hơn 3 triệu xe trong năm 2013 và ít nhất 2 tỷ Euro trong tổng lưu lượng tiền mặt.
Renault sẽ làm việc trên bảy đòn bẩy quan trọng để đáp ứng các mục tiêu này:
• Theo đuổi các chính sách đổi mới
• Tăng cường cung cấp sản phẩm
• Củng cố hình ảnh của thương hiệu Renault
• Đảm bảo sự xuất sắc của mạng lưới phân phối trong quan hệ khách hàng
• Kiểm soát đầu tư và chi phí Nghiên cứu & Phát triển
• Cắt giảm chi phí
• Duy trì vị trí ở châu Âu và theo đuổi sự phát triển quốc tế.

## Liên kết
- Website chính thức
- Renault Samsung Motors Lưu trữ ngày 26 tháng 5 năm 2008 tại Wayback Machine
- Renault Sport Lưu trữ ngày 20 tháng 9 năm 2004 tại Wayback Machine